# Efim Krimerman
Efim Krimerman sau Efim Semionovici Krimerman (pseudonime literare: Efim Ciuntu și Grigore Singurel; n. 1923, Bălți, România – d. 2015, Aachen, Germania) a fost un poet-textier și jurnalist radio moldovean de origine evreiască. În 1980 a emigrat pentru scurtă vreme în Israel, apoi s-a stabilit la München în Germania de vest, unde a colaborat la Radio Europa Liberă în limba română, sub pseudonimul Grigore Singurel.

## Biografie
Kimerman s-a născut în 1923 într-o familie de evrei la Bălți, pe atunci în Regatul României.
Krimerman a învățat în copilărie la Galați,  apoi a terminat studii liceale la București. Întors în Basarabia, la începutul Operațiunii Barbarossa a fost evacuat din Chișinău și s-a înrolat ca voluntar în armata sovietică. La încheierea celui de-al Doilea Război Mondial a fost lăsat la vatră în 1945, având gradul de căpitan. Și-a găsit părinții și s-a intors cu ei la Chișinău, de acum, în Moldova sovietică. .
Krimerman a terminat studii de filologie în domeniul limbii și literaturii moldovenești la Universitatea din Chișinău  
În anii de studenție a început să publice versuri în limba română (care în Moldova sovietică se scria cu alfabet chirilic și era numită „limba moldovenească”). A lucrat ca lector muzicolog și redactor literar la Filarmonica din  Chișinău.
În 1980 a emigrat în Israel și apoi, la München și la Aachen, în Germania de vest (ulterior Germania unificată) unde a lucrat mulți ani ca ziarist și redactor la postul de radio Europa liberă în limba română, sub pseudonimul Grigore Singurel. .
Krimerman a murit la Aachen în 2015 și a fost înhumat în Cimitirul evreiesc din Aachen.

## Activitatea de textier
În timpul activității în Moldova sovietică,  Krimerman,   
a compus mai ales, sub pseudonimul Efim Ciuntu, texte pentru mai multe melodii de succes din repertoriul formațiilor Noroc și Contemporanul (în colaborare cu compozitorul Mihai Dolgan), al formației Orizont (în colaborare cu compozitorul Oleg Milștein),  texte pentru compozitorii Ion și Petru Teodorovici, pentru formația O-zone , pentru orchestra de estrada „Bucuria”, etc. cantece interpretate de soliști vocali precum Maria Codreanu, Sofia Rotaru, Ion Suruceanu, Ian Raiburg, Nicolae Sulac, Vadim Mulerman,  ș.a. 
Printre cele mai cunoscute cântece ale sale se numără:
- De ce plâng chitarele? (1969) (interpretat de „Noroc”), reluată cu succes în anul 2003 de  formația O-zone
- Cântă un artist (1969) (interpretat de „Noroc”)
- Pe strada însorită (1969) (compozitor Arkady Luxemburg)
- Fără tine (1969) (compozitor Arkady Luxemburg)
- Orizont (1978)
- Vântule (interpretat de Ian Raiburg)

### Viața privată
Krimerman a fost căsătorit cu Șeindl., cu care a avut fiica - Silva..

## Premii și onoruri
- 1968 - cântecul «Только ты мне нужна» (Numai de tine am nevoie) pe text scris de Krimerman a obținut locul I la Festivalul Internațional al Tineretului de la Soci
- Cântecul „Nu cânta iubirea” a fost laureatul festivalului unional de cântece Pesnia-79.

## Cântece
- 1969 - De ce plâng chitarele? interpret: formația „Noroc” , în 2003 - formația O-zone
- 1978 - Оrizont (muzica:P. Теоdorovici) — interpret:formația Orizont
- Orașul dragostei (muzica:Т. Мarin) — formația Orizont, Маria Codreanu
- Iubire târzie (muzica:Ion Aldea Teodorovici și Petre Teodorovici — text sub numele Efim Ciuntu) — interpret: Sofia Rotaru
- Valentina (muzica:Dumitru Gheorghița) —interpret: Sofia Rotaru
- Моё желание - Dorința mea (muzica:I. și P.Teodorovici, text sub numele Efim Ciuntu)
- Не уходи - Nu pleca! (muzica: P.Teodorovici — text sub numele Efim Ciuntu) —interpret: formația „ Contemporanul” („Noroc”)
- Dorul meu (muzica:I și P.Teodorovici — text sub numele Efim Ciuntu) —interpret: formația „ Contemporanul” („Noroc”)
- 1969 - По солнечной улице - Pe strada însorită (muzica:Arkady Luxemburg — Е. Кримерман)
- 1969 - Без тебя  - Fără tine (muzica:Arkady Luxemburg)
- Скажи, зачем и почему - Spune-mi pentru ce și de ce (muzica:Мihai Dolgan, text rus de Mihail Reabinin  — interpret: Vadim Mulerman
- Frumoase-s nunțile-n kolhoz (muzica:Dumitru Gheorghița) —  interpret: Nicolae Sulac
- Vântule (muzica:Ian Raiburg) — interpret: Ian Raiburg
- Hai noroc (muzica:V. Vilinciuc) — interpret:Efim Bălțanu si orchestra moldovenească de jazz „Bucuria” adaptare de Șiko Aranov
- Nu glumesc (muzica:Șiko Aranovн) —interpet: Мorchestra moldovenească de jazz „Bucuria” adaptare de Șiko Aranov, Liudmila Ivanova
- S-a născut o stradă nouă (muzica:Solomon Șapiro ) —interpret:orchestra moldovenească de jazz „Bucuria” adaptare de Șiko Aranov
- Добро пожаловать в Молдову - (muzica:În Moldova vă poftim, muzica:Vladimir Rotaru, text sub numele de Efim Ciuntu)
- Cine-n codru se adună? (muzica:Serghei Lunchevici ) — interpret:ansamblul Fluieraș, Zinaida Julea
- Vă cânt, plugari (muzica:Дumitru Gheorghița) — interpret:ansamblul Fluieraș, adaptare de Serghei Lunchevici; Zinaida Julea
- Hai, poftiți la masa mare (muzica:populară) — interpet:Nicolae Sulac
- Мăi, Ionele (muzica:Dumitru Gheorghița) — interpet:ansamblul Fluieraș, adaptare de Serghei Lunchevici; Еvdochia Lica
- Strigături moldovenești (muzica:populară) — interpet:Nicolae Sulac
- Svitanie (Básnik) - Zori (muzica:Мihai Dolgan , traducere în cehă Ján Turan) — interpet:Jozef Ivaška
- Прошу тебя - Te rog (muzica: Oleg Milștein) — interpet:Маria Codreanu
- De ce?- (muzica:Mihai Dolgan) — interpet: Orchestra de music hall din Leningrad
- Laudă soarelui (muzica:I și P.Teodorovici) — ansamblul vocal-instrumental „Orion” și Nina Crulicovschi